# 61 Danaë
Danaë /ˈdæneɪ.iː/ (định danh hành tinh vi hình: 61 Danaë) là một tiểu hành tinh kiểu S bằng đá, khá lớn ở vành đai chính, có đường kính khoảng 84 km. Nó được nhà thiên văn học người Pháp Hermann Goldschmidt phát hiện vào ngày 9 tháng 9 năm 1860 từ ban công của ông ở Paris, Pháp. Goldschmidt bị ốm khi được yêu cầu đặt tên cho tiểu hành tinh này và yêu cầu đồng nghiệp của mình Robert Luther đặt tên cho nó. Luther đã chọn đặt tên cho nó và nó được đặt theo tên Danaë, mẹ của Perseus trong thần thoại Hy Lạp. Danaë là tiểu hành tinh đầu tiên có ký tự dấu phụ trong tên chính thức.
Tiểu hành tinh quay quanh Mặt Trời với chu kỳ là 5,15 năm và cứ 11,45 giờ nó lại quay trên trục của nó một lần. Năm 1985 người ta đưa ra giả thuyết là tiểu hành tinh này có một vệ tinh, căn cứ trên các dữ liệu đường cong ánh sáng của nó. Nếu vậy, phần thân chính sẽ là một hình ellipsoid có kích thước 85 × 80 × 75 km và vệ tinh của nó sẽ quay quanh với quỹ đạo cách 101 km, có kích thước 55 × 30 × 30 km. Tỷ trọng của cả hai là 1,1 g/cm³.